# Commio
Commio , o Comio (fl. I secolo a.C.), è stato un principe e condottiero gallo, capo degli atrebati (tribù della Gallia Belgica).
Regnò dapprima in Gallia Transalpina e poi in Britannia nel I secolo a.C.

## Alleato di Cesare
Quando Giulio Cesare, al tempo della conquista della Gallia, sottomise gli atrebati nel 57 a.C., mise Commio sul trono di questo popolo. Prima di invadere la Britannia nel 55 a.C., il generale romano inviò Commio nell'isola per persuadere i britanni a non opporre resistenza, credendo che egli avesse una qualche influenza in Britannia. Ma al suo arrivo nell'isola, il gallo venne imprigionato. Non essendo riusciti a impedire lo sbarco delle truppe cesariane, i britanni rimandarono Commio a Cesare come atto di buona volontà per aprire dei negoziati. L'anno dopo (54 a.C.), durante la seconda spedizione romana in Britannia, Commio fornì a Cesare un piccolo contingente di cavalleria atrebate  e poi negoziò la resa del leader britannico Cassivellauno. Rimase leale a Cesare anche durante le rivolte anti-romane del 54 e del 53 a.C. e per questa ragione, dopo aver ristabilito l'ordine, il generale romano permise agli atrebati di mantenere la loro indipendenza e concesse loro l'esenzione dalle tasse. Inoltre, Cesare diede a Commio il controllo sui Morini.
Tuttavia, mentre nel 53 a.C. Cesare si trovava a svernare nella Gallia Cisalpina, il legato Tito Labieno scoprì che Commio avrebbe cospirato contro i romani insieme ad altri popoli gallici. Labieno mandò allora il tribuno militare Gaio Voluseno e alcuni centurioni a eliminare Commio, che però riuscì a sfuggire alla morte.

## Nemico di Cesare
Nel 52 a.C. gli Atrebati si unirono alla ribellione pan-gallica guidata da Vercingetorige e Commio fu una delle guide dell'esercito che cercò di rompere l'assedio romano di Alesia . Dopo la disfatta dei galli, Commio si unì a una rivolta dei bellovaci e persuase 500 germani ad aiutarli. I ribelli, però, furono di nuovo sconfitti e ancora una volta Commio si diede alla fuga.
Nel 51 a.C., Commio tornò nella sua terra con un piccolo contingente di cavalieri e là guidò la guerriglia. In quell'inverno, Marco Antonio ordinò a Voluseno di dare la caccia al ribelle e alla fine,  Commio fu sconfitto, ma riuscì comunque a scappare. Cercò poi di giungere a un accomodamento con Marco Antonio. Ma visto che gli Stratagemmi di Sesto Giulio Frontino (I secolo d.C.) affermano che Commio fuggì in Britannia coi suoi uomini, inseguito da Cesare, è logico pensare che i negoziati con Antonio fossero falliti. C'è però anche chi suppone che questo episodio vada collocato prima dei negoziati di pace. Secondo Creighton, Commio sarebbe invece stato riabilitato e installato in Britannia come re amico di Cesare, forse dopo la guerra civile contro Pompeo Magno, durante la quale Labieno si era schierato coi nemici di Cesare (49-45 a.C.) E il fatto che il nome di Commio compaia su monete galliche successive alla conquista romana della Gallia, insieme a quelli di Garmano e Carsicio, fa pensare che Commio abbia mantenuto un qualche potere in questa terra, forse attraverso quei due personaggi, che avrebbero funto da reggenti. Si può anche pensare che Garmanos e Carsicios fossero figli di Commio, da loro onorato sulle monete.

## Re in Britannia
Dal 30 a.C., Commio divenne re degli atrebati in Britannia, battendo moneta da Calleva Atrebatum (odierna Silchester). È quindi possibile ipotizzare che Commio e i suoi uomini abbiano fondato un regno nell'isola. Ma si può anche pensare che gli atrebati si trovassero già da tempo in Britannia. A supporto di questa seconda ipotesi c'è il fatto che, durante la spedizione cesariana del 55, Commio arruolò facilmente tra alcuni britanni filo-romani la cavalleria con cui aiutò Cesare a respingere un attacco delle tribù ostili. Sulle monete, il suo nome continua a comparire fino al 20 a.C. circa. Per questa ragione c'è chi ha pensato che siano esistiti due re con lo stesso nome, padre e figlio. Infatti, monete con la legenda COM COMMIOS, farebbero pensare a Commius figlio Commio.. Su monete successive, i tre sovrani Tincomaro, Eppillo e Verica sono definiti figli di Commio. Dal 25 a.C. circa, Commio sembra regnare insieme a Tincomaro. Dopo la morte di Commio, Tincomaro avrebbe invece regnato sulla parte settentrionale del regno ed Eppillo su quella meridionale. Eppillo rimase unico sovrano dal 7 d.C. circa. Verica gli successe attorno al 15 d.C., rimanendo sul trono fino alla conquista romana della Britannia (43).